# Jimmy Stevens (Politiker)

Vorschlag für die Flagge der Republic of Vemerana, 1980.

Jimmy Stevens (* 1916 oder 1920er Jahre; † 24. Februar 1994) bekannt als „Moses“, war ein vanuatuischer Politiker und Nationalist.

## Leben
Als Führer der konservativen Nagriamel-Bewegung erklärte er die Unabhängigkeit von Espiritu Santo als „State of Vemerana“ im Juni 1980 und bezeichnete sich selbst als „Premierminister“. Nachdem der Republik Vanuatu im Juli die Unabhängigkeit gewährt worden war, forderte Premierminister Walter Lini Truppen aus Papua-Neuguinea an und ließ den so genannten „Coconut War“ im August niederschlagen.
Bei Stevens’ Prozess wurde aufgedeckt, dass Stevens und die Nagriamel-Bewegung 250.000 US-Dollar von der amerikanischen Phoenix Foundation erhalten hatten, einer libertäre Gruppierung, die in weiteren Aktionen versuchte unabhängige Zwergstaaten als Steuerparadies zu gründen. Stevens wurde zu 14 Jahren Haft verurteilt. Im September 1982 floh Stevens aus dem Gefängnis, wurde aber nur zwei Tage später wieder festgenommen. Stevens wurde am 14. August 1991 aus dem Gefängnis entlassen.
Stevens hatte teils europäische, teils melanesische und teils polynesische Vorfahren. Er behauptete, dass sein Vater Schottisch gewesen sei, und, dass seine Mutter aus Tonga stammte. Es heißt er habe 23 Frauen gehabt und vier dutzend Kinder gezeugt. Er starb in Espiritu Santo an Magenkrebs.